# Crispin Mbadu Phanzu
Chrispin Mbadu Phanzu est un homme politique du  Congo-Kinshasa, membre des gouvernements Lukonde I comme vice-ministre du plan et II comme vice ministre des affaires étrangères. Il est nommé ministre d'urbanisme et d'habitat, au printemps 2024, sous le  gouvernement Suminwa.

## Biographie
Mbadu Phanzu Crispin il est né à Kizu dans le territoire de Tshela au Kongo Central, république démocratique du Congo. Il est député national élu de la province de Kongo Central et vice-ministre depuis le 12 avril 2021, nouvellement nommé Ministre de l’Urbanisme et habitat depuis le 29 mai 2024.